# ANNO 2004
ANNO 2004 byl X. ročník ankety diváků televize Nova ANNO. Ceny se předávaly v sobotu 5. února 2005.

## Moderátoři a hosté
Slavnostním ceremoniálem provázely herečky Kateřina Brožová a Nikol Štíbrová. Slavnostním večerem dále provázeli hosté Julián Záhorovský, Tomáš Savka, Sámer Issa, Helena Vondráčková, Alena Antalová, Leona Machálková, Petr Kolář a další.

## Výsledky ankety

### Muž roku
| Místo | Jméno          | Pořad                |
| ----- | -------------- | -------------------- |
| 1.    | Pavel Zuna     | Televizní noviny     |
| 2.    | Dalibor Gondík | Rady ptáka Loskutáka |
| 3.    | Rey Koranteng  | Televizní noviny     |

### Žena roku
| Místo | Jméno            | Pořad                |
| ----- | ---------------- | -------------------- |
| 1.    | Lucie Borhyová   | Televizní noviny     |
| 2.    | Zuzana Bubílková | Politické harašení   |
| 3.    | Adéla Gondíková  | Rady ptáka Loskutáka |

### Pořad roku
| Místo | Název              |
| ----- | ------------------ |
| 1.    | Pojišťovna štěstí  |
| 2.    | 1 proti 100        |
| 3.    | Politické harašení |